# 다이싸이온산
다이싸이온산(영어: dithionic acid)은 용액에서만 알려진 화합물로, 화학식은 H2S2O6이다.

## 염
다이싸이온산은 이양성자산이며 다이싸이온산염(영어: dithionate)이라고 하는 염이 알려져 있다. 산성염(즉, 한 개의 양성자가 손실)은 발견되지 않았다. 모든 다이싸이온산염은 물에 쉽게 용해된다. 이들은 약한 산화제와 약한 환원제이다. 다이싸이온산염 이온의 형태는 에테인과 비슷하지만, 두 개의 SO3 그룹이 거의 중첩형 입체구조를 취한다. S–S 결합의 길이는 약 2.15 Å이다. S–O 결합의 길이는 1.43 Å으로 보다 짧다.

## 합성
다이싸이온산염은 아황산염을 산화시켜 만들 수 있지만(+4에서 +5 산화 상태로) 더 큰 규모에서는 냉각된 이산화 황 수용액을 이산화 망가니즈로 산화시켜 만든다.
2 MnO2 + 3 SO2 → MnS2O6 + MnSO4
형성된 다이싸이온산 망가니즈 용액은 복분해 반응에 의해 다른 금속의 다이싸이온산염으로 전환될 수 있다.
Ba2+(aq) + MnS2O6(aq) + MnSO4(aq) → BaSO4(s)↓ + BaS2O6·2H2O(aq)
다이싸이온산의 농축 용액은 후속적으로 다이싸이온산 바륨 용액을 황산으로 처리하여 얻을 수 있다.
BaS2O6(aq) + H2SO4(aq) → H2S2O6(aq) + BaSO4(s)↓

## 같이 보기
- 하이포인산 – 인의 등가물